# Иоанно-Усекновенское кладбище (Харьков)
1-е городское (Иоанно-Усекновенское) кладбище — наиболее известное кладбище Харькова, место упокоения известных харьковчан XIX — начала XX века. Было расположено между улицами Немецкой (ныне Пушкинская) и Епархиальной (сейчас Алчевских). Снесено в 1970-е годы, на его месте разбит Молодёжный парк.

## История

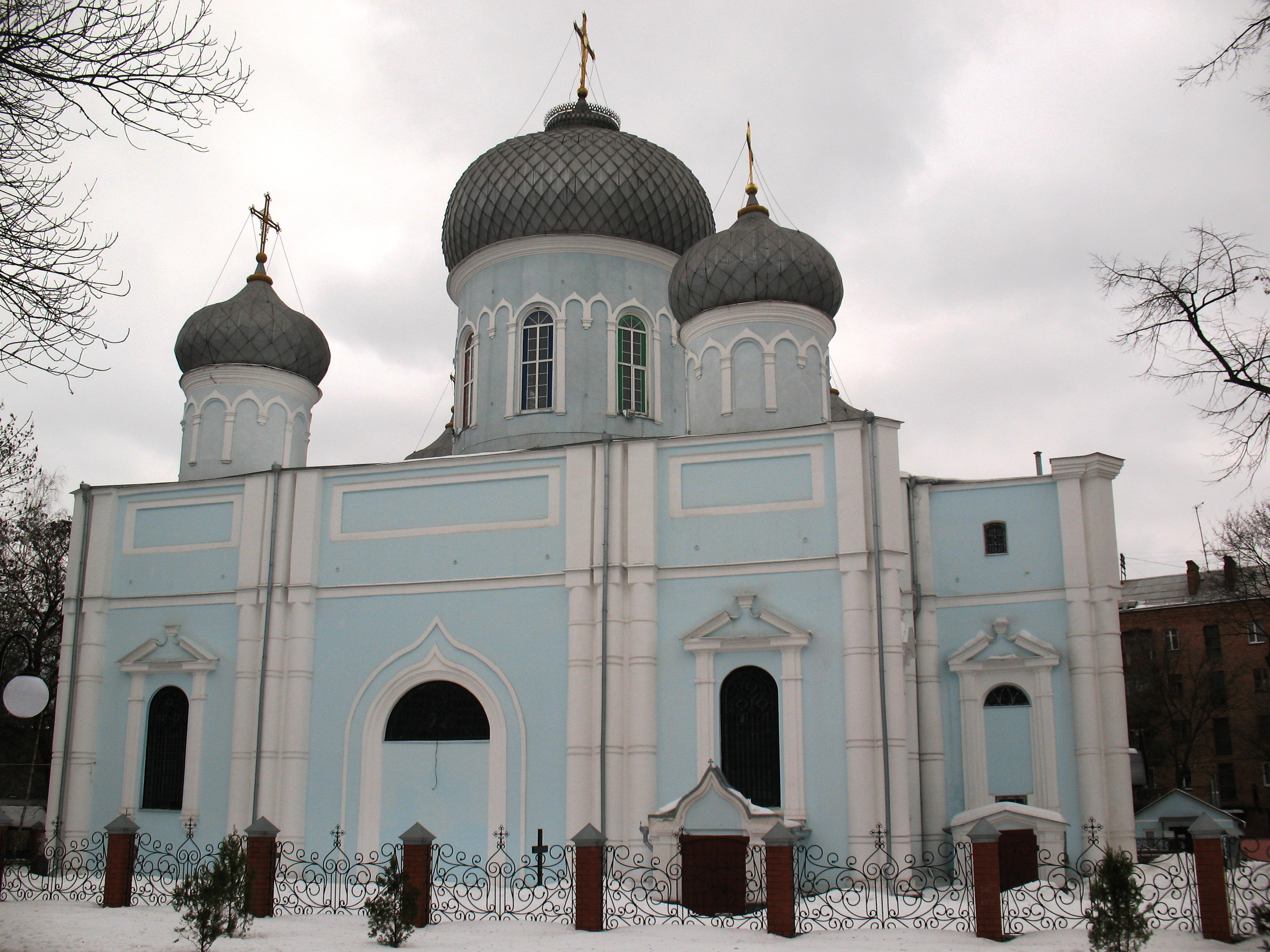
Свято-Иоанно-Усекновенский Храм

Основано во второй половине XVIII века. К концу XIX в. стало самым «престижным» кладбищем города — местом упокоения харьковской знати, интеллигенции, купечества, государственных и политических деятелей, деятелей культуры и искусства, предпринимателей, выдающихся людей города. Кладбище располагало не только могилами выдающихся людей, оно славилось скульптурной и архитектурной ценностью надгробий.
В 1845-57 годах при кладбище по проекту архитекторов Андрея Тона и О. Полякова был построен храм Усекновения главы Иоанна Предтечи, выполненный в русско-византийском стиле.
К началу XX в. кладбище получило адрес по ул. Пушкинской, 81.
13 мая 1947 г. было издано постановление № 438 Харьковского горисполкома, согласно которому под государственную охрану были взяты места захоронения академиков Багалея, Бекетова, Потебни, артистов Кропивницкого, Синельникова, Кадминой, Христины Алчевской, профессора Бокариуса и могила художника Васильковского. За счёт государственных средств был установлен памятник на могиле А. Н. Бекетова, обновлён памятник на могиле Д. И. Багалея. В 1949 г. кладбище было закрыто для дальнейших захоронений.

«До середины 1970-х Иоанно-Усекновенское кладбище поражало воображение прохожих хотя изрядно обветшалыми, но все ещё великолепными дворянскими склепами высотой с одноэтажный дом и целыми аллеями с прославленными фамилиями».

Дальнейшие работы по содержанию кладбища не велись. К началу 1970-х гг. многие захоронения стали разрушаться. Ограждение кладбища было частично разобрано и растащено мародёрами.

## Ликвидация кладбища
Ликвидация кладбища и закладка парка были включены в генеральный план застройки города за несколько лет до принятия официального решения Горисполкомом. Согласно официальной версии, первое городское кладбище представляло собой не только «запущенную, заброшенную и бесхозную территорию, рассадник всего самого неблагополучного в городе». 
Городские власти не признавали свою ответственность за состояние кладбища и не инициировали разработку проекта создания мемориального комплекса, аналогичного Новодевичьему, Ваганьковскому, Лычаковскому, Байковому, Пер-Лашез или Генуэзскому некрополям. Ни одно из представляющих архитектурную ценность надгробий не было взято на учёт.
Согласно одной из версий, уничтожение кладбища активно лоббировалось руководством Харьковского политехнического института, желавшего построить на его территории спортивный комплекс.
Решение № 393 Исполнительного комитета Харьковского городского совета депутатов трудящихся. Город Харьков, 9 сентября 1970 года «О ликвидации первого городского кладбища» подписанное председателем Исполнительного комитета Харьковского горсовета Ю. Гуровым: ликвидировать кладбище до 15 сентября 1971 г.
По инициативе Юрия Багалея, внука академика Дмитрия Багалея, потомки А. А. Потебни, академиков А. Н. Бекетова, Синцова объединились в инициативную группу, противостоящую сносу могил. Они не только защищали прах родственников, но и выдвигали требование сберечь харьковский некрополь как памятник истории и архитектуры. Был составлен список могил, первоначально представлявший 48 наиболее известных харьковчан. Управлением городской архитектуры совместно с обществом охраны памятников был разработан проект создания на 1-м городском кладбище мемориального комплекса. Городским советом инициативы были отвергнуты.
8 октября 1970 года в городской газете «Красное Знамя» было опубликовано распоряжение: всем гражданам, имеющим захоронения и надмогильные сооружения на этом кладбище, было предписано явиться для регистрации захоронений в администрации кладбища до 31 декабря 1970 года. Могилы, объявленные безнадзорными, подлежали сносу. Поступило более 2000 заявлений о перезахоронении.
Родственников перезахораниваемых обязывали присутствовать при эксгумации костей. На их глазах выкапывались гробы, останки перекладывались в другой. Такой процедуре подвергались все граждане, пожелавшие перезахоронить останки своих родственников. Захоронения некоторых признанных известными харьковчан были перенесены на «площадку знаменитых харьковчан» на 13-м городском кладбище.
В силу условий времени, в их число не были включены похороненные до 1920-х г. представители известных дворянских и купеческих родов, офицеры, «реакционная профессура», священничество, политические деятели «старого режима». Например, утрачена могила Н. Ф. фон-Дитмара.

«Сотни людей стояли у родных могил, покой которых был нарушен не по вине близких. Многие плакали. Это было какое-то ужасное действо. Часто вызывали „скорую“. Потом гробы развозили в разные части города».

Перед сносом, представлявшие ценность памятники и могильные плиты были «инвентаризированы в систему комбината похоронных предприятий» и использовались повторно после перебивки надписей.
Были сохранены захоронения актёра М. Л. Кропивницкого, писателя П. П. Гулака-Артемовского, генерал-полковника Г. С. Зашихина, академика живописи Васильковского, коллективное захоронение погибших в ходе беспорядков 1905 года.
На месте кладбища был разбит Молодёжный парк площадью 18 га с баром и рестораном (прозванными горожанами «Могилка» и «У покойничка»), спортивной и детской площадками, летним кинотеатром (в 1990-х закрыт).

## Вандализм
Наиболее известный акт вандализма был совершен ещё во времена Великой Отечественной войны. Захоронение знаменитого конструктора советского танка Т-34 Михаила Ильича Кошкина в 1941 году уничтожено лётчиками люфтваффе целенаправленной бомбардировкой с целью ликвидации могилы конструктора (Гитлер объявил Кошкина своим личным врагом уже после его смерти). Могила не восстановлена.
Ликвидация кладбища и последующие работы на его территории сопровождались неоднократными актами вандализма и надругательства над памятью умерших.
В середине 1980-х гг. через территорию парка прокладывалась подземная теплотрасса. Работы велись с помощью экскаваторов, раскрывавших сотни склепов и захоронений. Останки выбрасывались в земляные отвалы. Группы мародёров действовали в открытую на глазах десятков отдыхающих, наблюдавших за обыском и ограблением вскрытых захоронений. Части скелетов использовались для игр учащимися окрестных школ.
В 1985—1991 годах на территории парка велось строительство спорткомплекса ХПИ (стиль необрутализм) общей площадью 8602 м2. При рытье котлованов и прокладке коммуникаций извлекались гробы и человеческие останки, захоронения подвергались систематическому мародёрству и надругательству. Участие в осквернении могил принимали тысячи работавших там студентов, сотни преподавателей и сотрудников. Построенному на территории бывшего кладбища комплексу был присвоен статус «Базы олимпийской подготовки сборных команд Украины».
Интересно, что более варварскому уничтожению из некрополей Украины подверглось только Старое христианское кладбище Одессы в начале 1930-х гг.

## Современное состояние

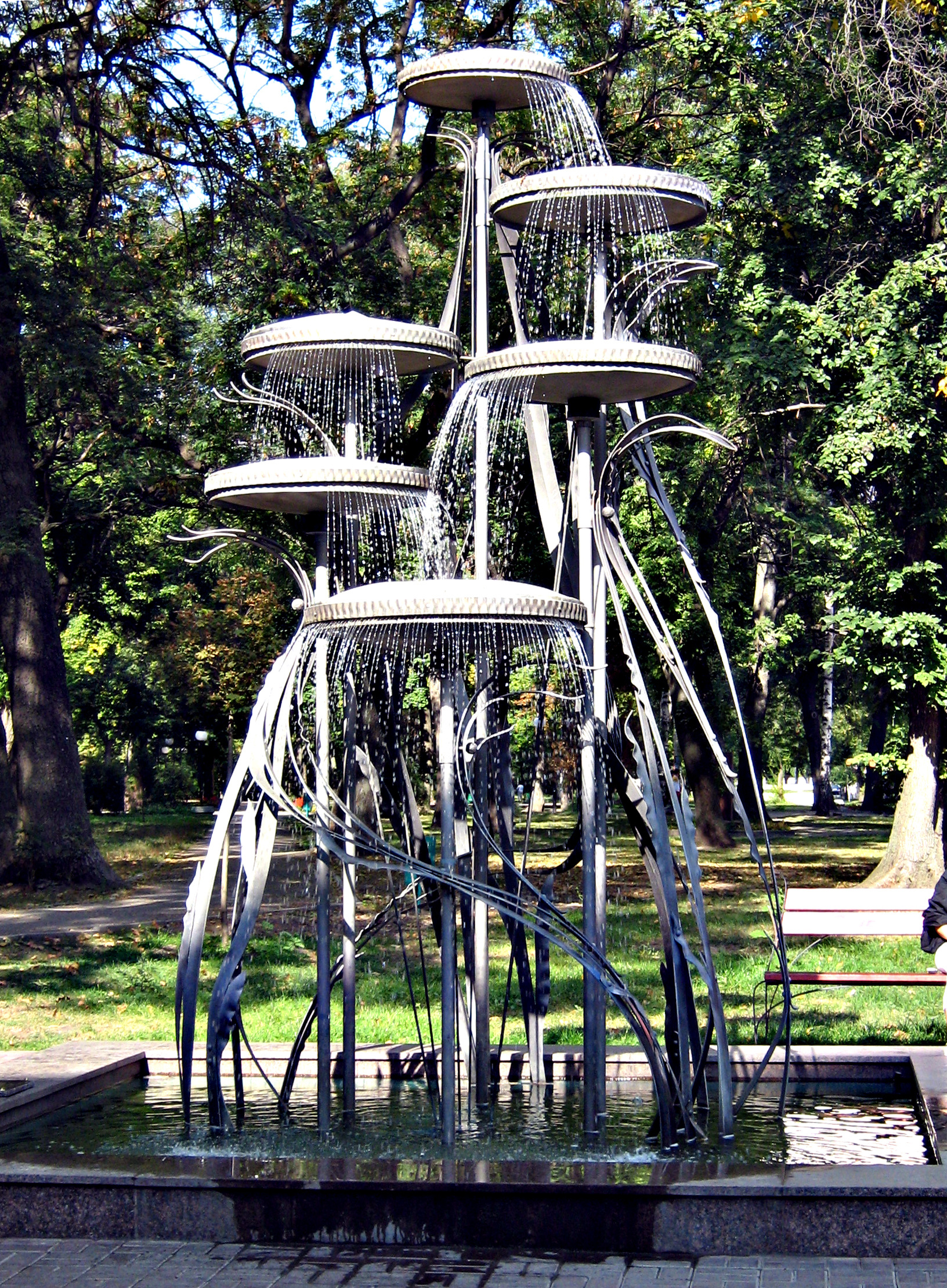
Фонтан в Молодёжном парке.

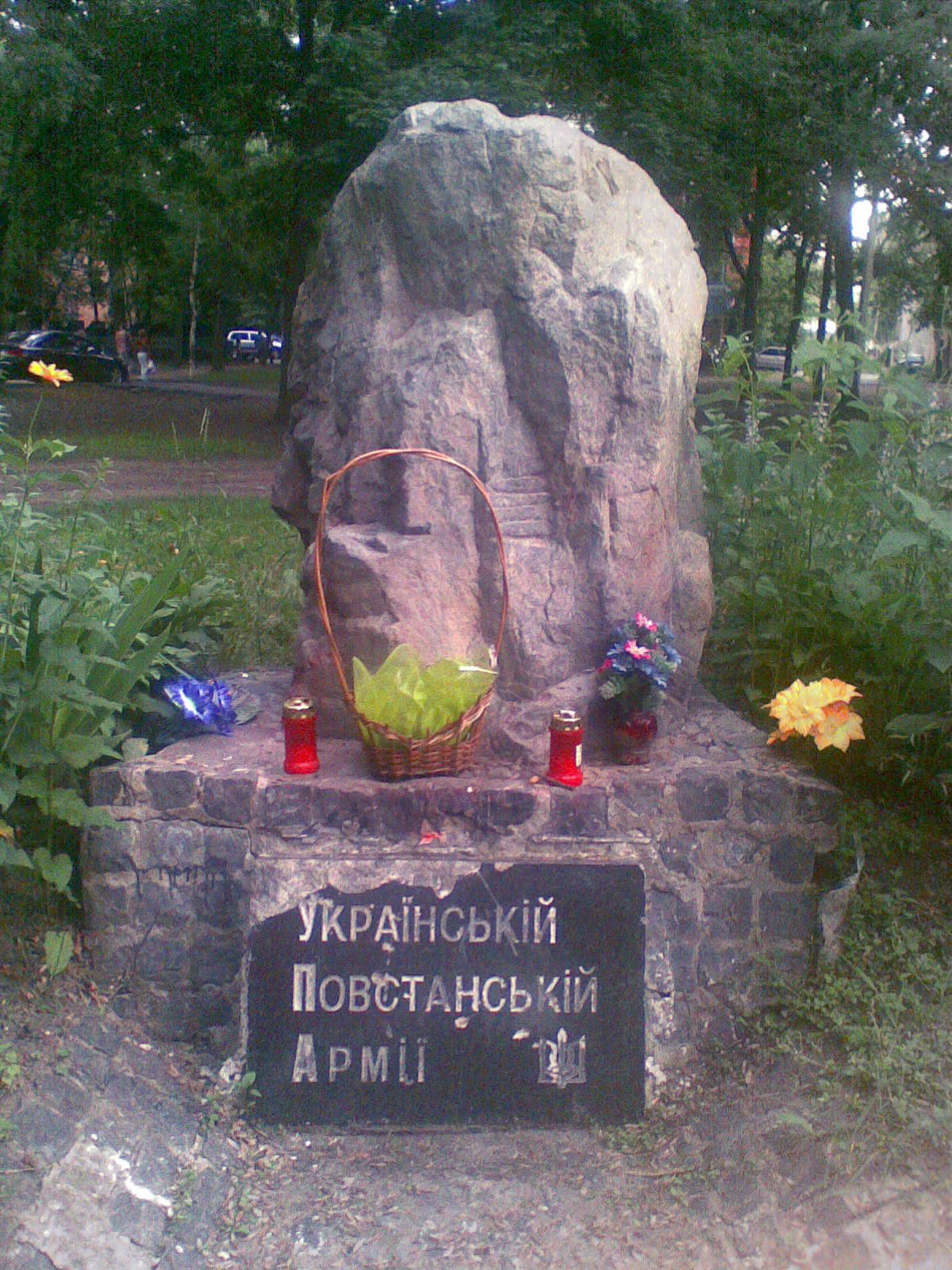
Памятный знак УПА

На территории Молодёжного парка в конце восьмидесятых были восстановлены символические могилы В. Эллана-Блакитного, М. Хвылевого, поставлен крест в память жертв голодомора на Украине 1930-х гг.; в 1992 г. установлен памятный знак воинам УПА, в 1999 г. — памятник чернобыльцам (скульптор С. Н. Ястребов, архитекторы С. Г. Чечельницкий, А. А. Антропов)
На территории Молодёжного парка действуют рестораны, спортивный комплекс НТУ «ХПИ», проводятся занятия школы собаководства и проч.

## Оценки
Инициаторы событий 1970-х гг. не признают свою ответственность за ликвидацию кладбища, доказывая необходимость преобразования «бесхозной территории» в парк и обосновывая своё решение согласием общественности города (конкретные факты согласия не приводятся).
В публикациях последних лет уничтожение харьковского некрополя рассматривается как акт последней волны сноса церквей и мест поклонения верующих. Уничтожение кладбища — проявление небрежного отношения к нашему прошлому, недальновидности, близорукости руководящих лиц, приведшее к невосполнимым потерям в историко-культурном облике города и содействовавшее разрушительным процессам в общественной морали.

## Знаменитости, похороненные на 1-м городском кладбище

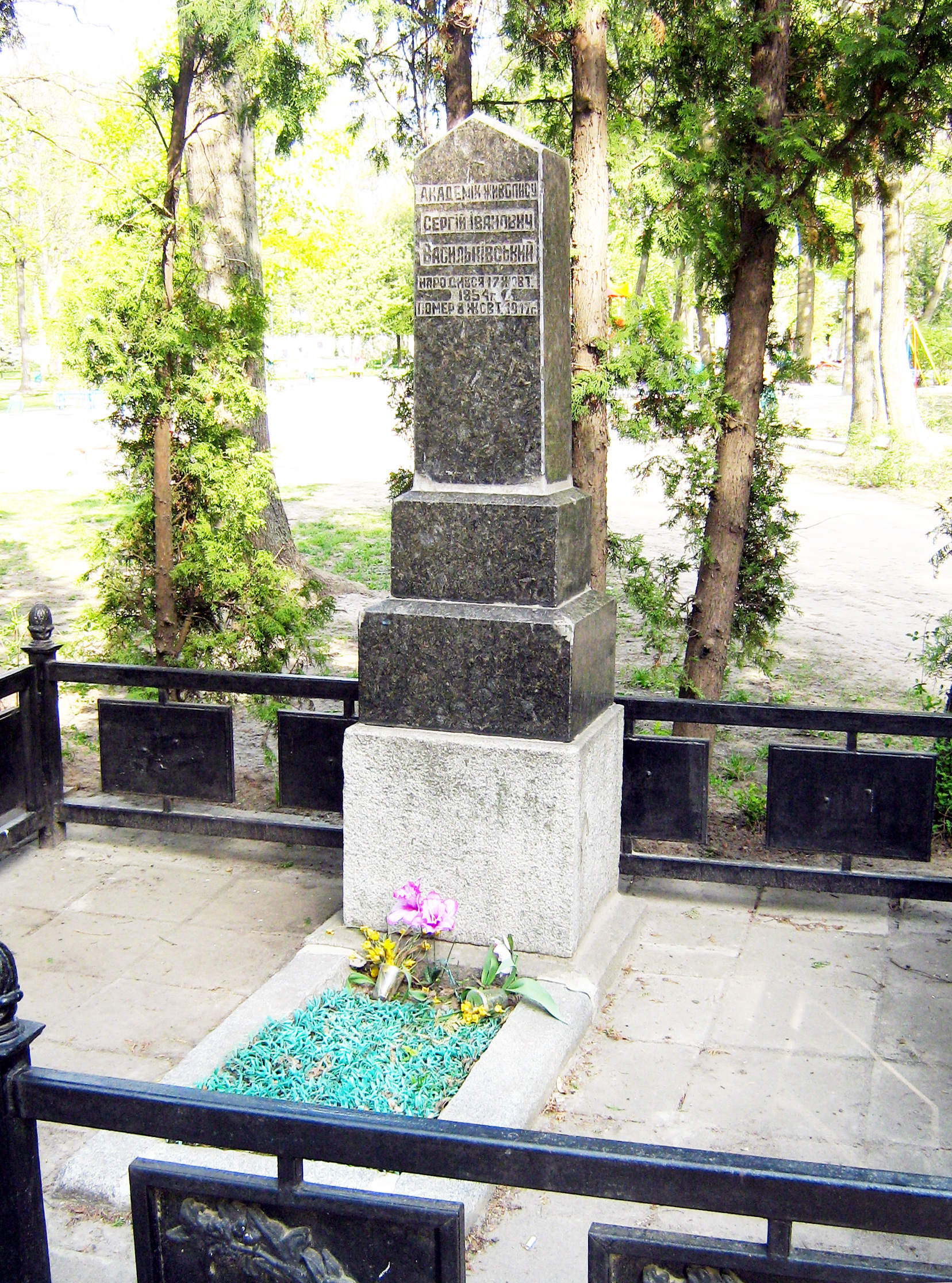
Могила С. И. Васильковского.

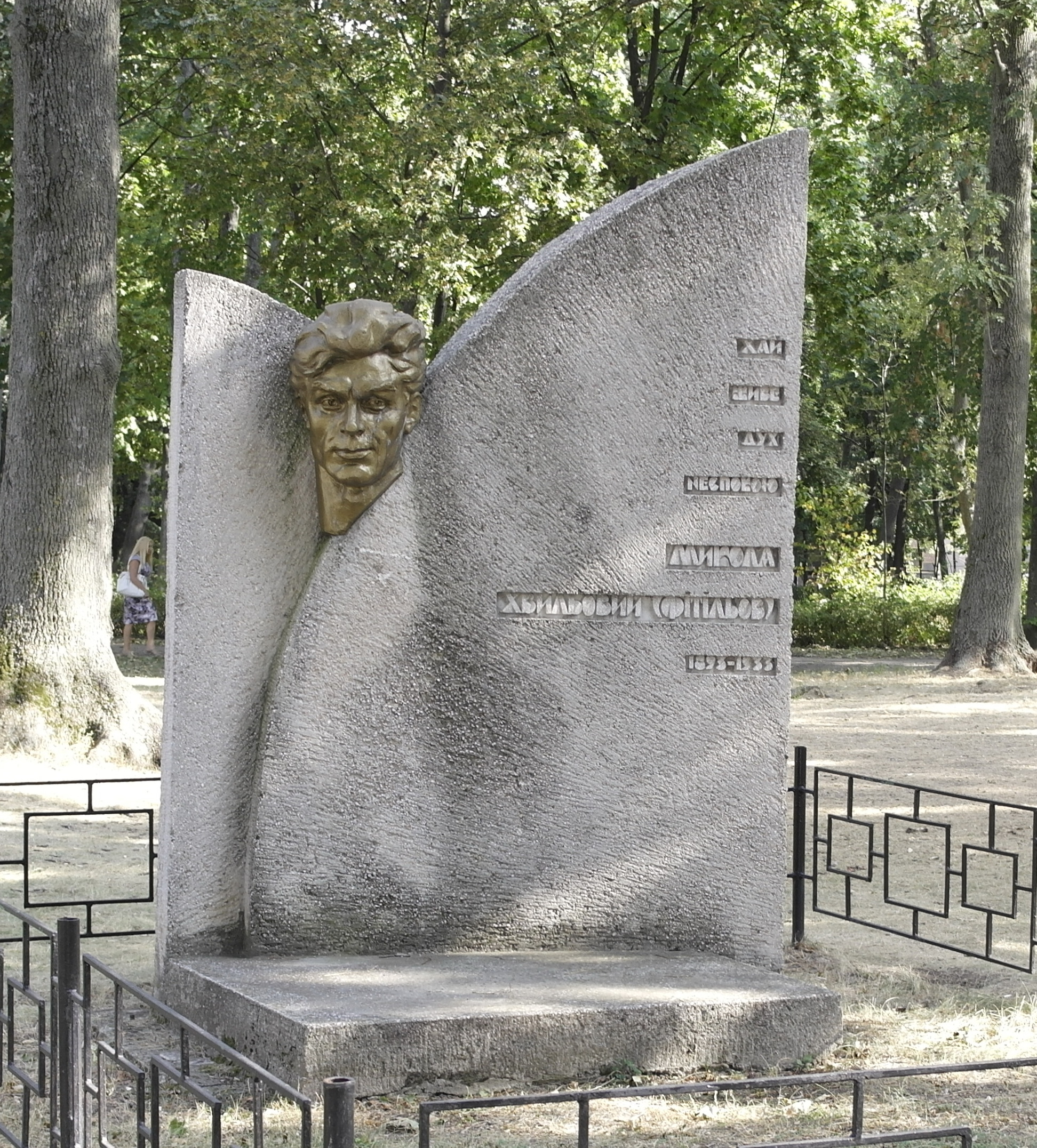
Могила Миколы Хвылевого.

- Экипаж самолёта, потерпевшего авиакатастрофу в 1946 году под Колпнами
- Алчевская, Христина Даниловна
- Багалей, Дмитрий Иванович
- Бекетов, Алексей Николаевич
- Бокариус, Николай Сергеевич
- Белоусов, Алексей Константинович[7]
- Бурачек, Николай Григорьевич
- Буткевич, Тимофей Иванович
- Васильковский, Сергей Иванович
- Воробьёв, Владимир Петрович
- Гулак-Артемовский, Пётр Петрович
- Данилов, Фёдор Иванович
- Данилевский, Александр Яковлевич
- фон-Дитмар, Николай Федорович
- Досекин, Василий Сергеевич
- Енуровский Федор Григорьевич[8][9]
- Зашихин, Гавриил Савельевич
- Кадмина, Евлалия Павловна
- Кошкин, Михаил Ильич
- Кропивницкий, Марк Лукич
- Погорелко, Александр Константинович
- Покровский, Владимир (архитектор)
- Потебня, Александр Афанасьевич
- Синцов, Дмитрий Матвеевич
- Слатин, Илья Ильич,
- Соленик, Карл Трофимович
- Сумцов, Николай Федорович
- Микола Хвылевый (Фитилёв, Николай Григорьевич)
- Василь Эллан-Блакитный (Елланский, Василий Михайлович)